# Andrew Higginson
Andrew Higginson (ur. 13 grudnia 1977 w Cheshire) – angielski snookerzysta. Obecnie mieszka w Widnes. Rozpoczął profesjonalną karierę w 1995 roku. Plasuje się na 58. miejscu pod względem zdobytych setek w profesjonalnych turniejach, w sierpniu 2025 miał ich łącznie 161.
W 2007 r. podczas turnieju Welsh Open, w trakcie meczu z Allisterem Carterem, pierwszy raz w swojej karierze uzyskał 147-punktowy break. Wygrał ten mecz 5:1. Następnie pokonał Johna Higginsa 5:3, Michaela Judge’a 5:1 oraz Stephena Maguire'a 6:3 i dostał się do finału. Po pierwszej sesji przegrywał z Neilem Robertsonem 2:6. W drugiej sesji zdołał zdobyć prowadzenie 8:6, jednak Robertson ustanowił remis 8:8. W ostatnim frejmie został pokonany. Otrzymał wówczas £20,000 za 147-punktowy break, £2000 za najwyższy break turnieju, oraz £17,500 za zajęcie drugiego miejsca.